# Provincia di Saragozza
Saragozza (Zaragoza in castigliano) è una provincia della comunità autonoma dell'Aragona, nella Spagna settentrionale.

## Geografia fisica
Confina con la provincia di Huesca a nord-est, con la Catalogna (province di Lleida e Tarragona) a est, con la provincia di Teruel a sud, con la Castiglia-La Mancia (provincia di Guadalajara) a sud-ovest, con la Castiglia e León (provincia di Soria) a ovest, con La Rioja e la Navarra a nord-ovest.
La superficie è di 17.252 km², la popolazione nel 2003 era di 880.118 abitanti. Il capoluogo è Saragozza, altri centri importanti sono Calatayud, Ejea de los Caballeros, Utebo, Tarazona, Caspe, Tauste, La Almunia de Doña Godina, Zuera e Alagón come si può desumere dalla tabella riportata qui di seguito:
| Nome                      | Città (2007) | Comarca                |
| ------------------------- | ------------ | ---------------------- |
| Saragozza                 | 654.390      | Saragozza              |
| Calatayud                 | 21.040       | Comunidad de Calatayud |
| Ejea de los Caballeros    | 16.935       | Cinco Villas           |
| Utebo                     | 15.912       | Saragozza              |
| Tarazona                  | 10.991       | Tarazona y el Moncayo  |
| Caspe                     | 8.495        | Bajo Aragón-Caspe      |
| Tauste                    | 7.489        | Cinco Villas           |
| La Almunia de Doña Godina | 7.170        | Valdejalón             |
| Zuera                     | 6.759        | Saragozza              |
| Alagón                    | 6.547        | Ribera Alta del Ebro   |

## Amministrazione

### Gemellaggi
La provincia di Saragozza è gemellata con:
- Provincia di Ascoli Piceno